# Зоригтбаатарын Энхзориг
Зоригтбаатарын Энхзориг (27 февраля 1987, Эрдэнэт) — монгольский боксёр полулёгкой весовой категории, выступал за сборную Монголии в 2000-е годы. Чемпион Азии, обладатель серебряной медали Азиатских игр, участник летних Олимпийских игр в Пекине, многократный победитель и призёр национального первенства.

## Биография
Зоригтбаатарын Энхзориг родился 27 февраля 1987 года в городе Эрдэнэт, Орхонский аймак. Первого серьёзного успеха на ринге добился в 2006 году, когда на Азиатских играх в Дохе завоевал серебряную медаль — молодой монгольский боксёр в полуфинале сумел переиграть казахского чемпиона мира Галиба Джафарова, но в решающем матче уступил узбеку Баходиржону Султанову — судьи зафиксировали счёт 15-37.
Год спустя Энхзориг одержал победу на домашнем чемпионате Азии в Улан-Баторе и благодаря череде удачных выступлений удостоился права защищать честь страны на летних Олимпийских играх 2008 года в Пекине. В первом матче на Олимпиаде без проблем одолел марокканского боксёра, однако во втором жеребьёвка свела его с чемпионом Панамериканских игр кубинцем Иделем Торрьенте, и Энхзориг проиграл ему с разницей всего лишь в одно очко — 9:10. В 2009 году перешёл в лёгкую весовую категорию и принял участие в состязаниях чемпионата мира по боксу в Милане, но и здесь потерпел неудачу, не смог пройти пуэрториканца Хосе Педрасу. Тем не менее, на азиатском первенстве в китайском Чжухае сумел дойти до полуфиналов и получил бронзовую награду.